# 杜布羅夫尼克主教座堂
杜布羅夫尼克圣母升天主教座堂是位於克羅埃西亞城市杜布羅夫尼克的一座羅馬天主教的教堂，也是天主教杜布羅夫尼克教區的主教座堂。在南斯拉夫內戰期間，教堂曾經遭到損壞，但已經得到修復。

## 历史
该教堂在1979年黑山地震而受损，修缮工程持续了数年。
在1991年的南斯拉夫内战杜布罗夫尼克围城期间，该教堂至少被一枚炮弹击中，之后得以修复。

## 图集

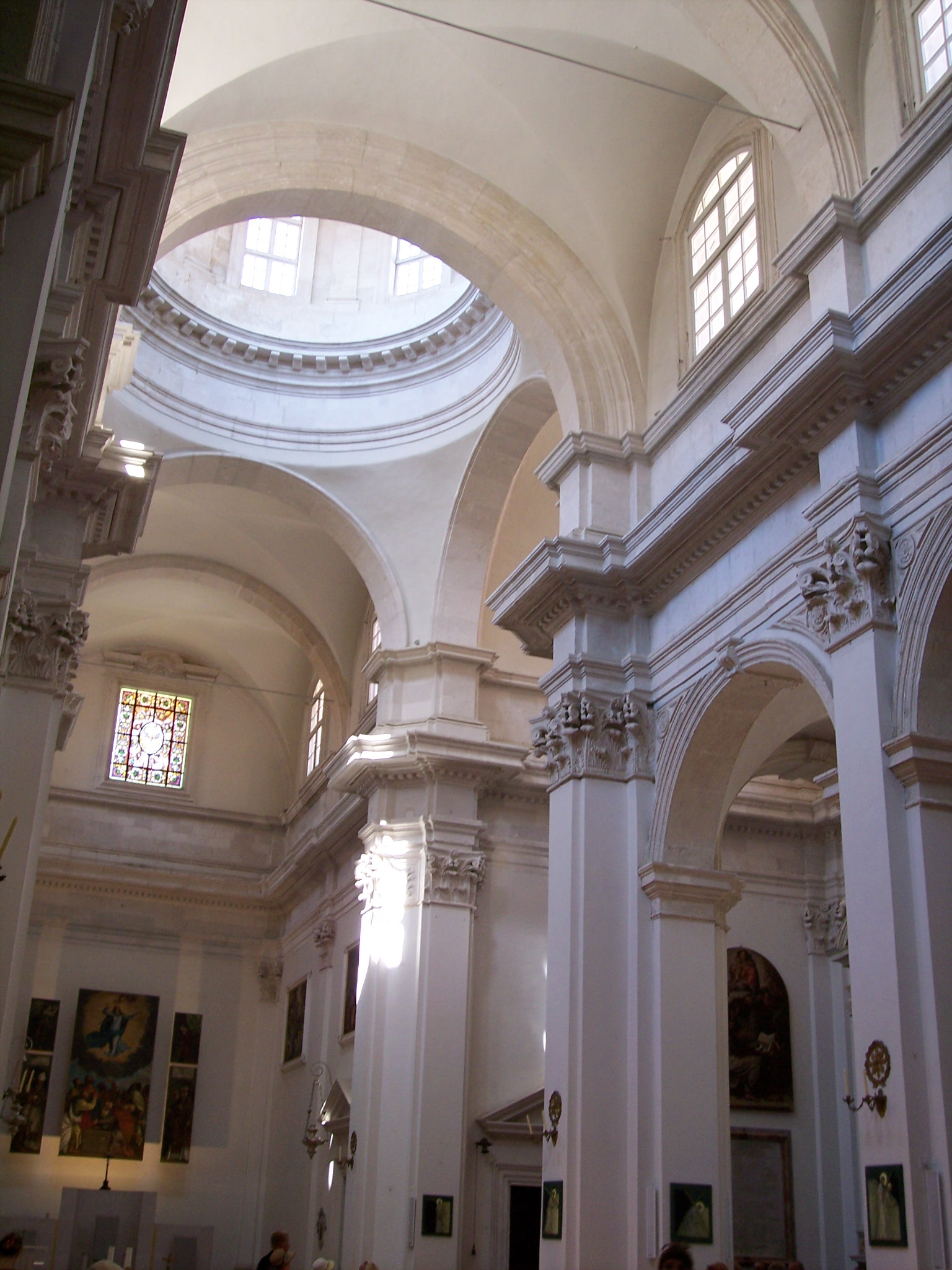
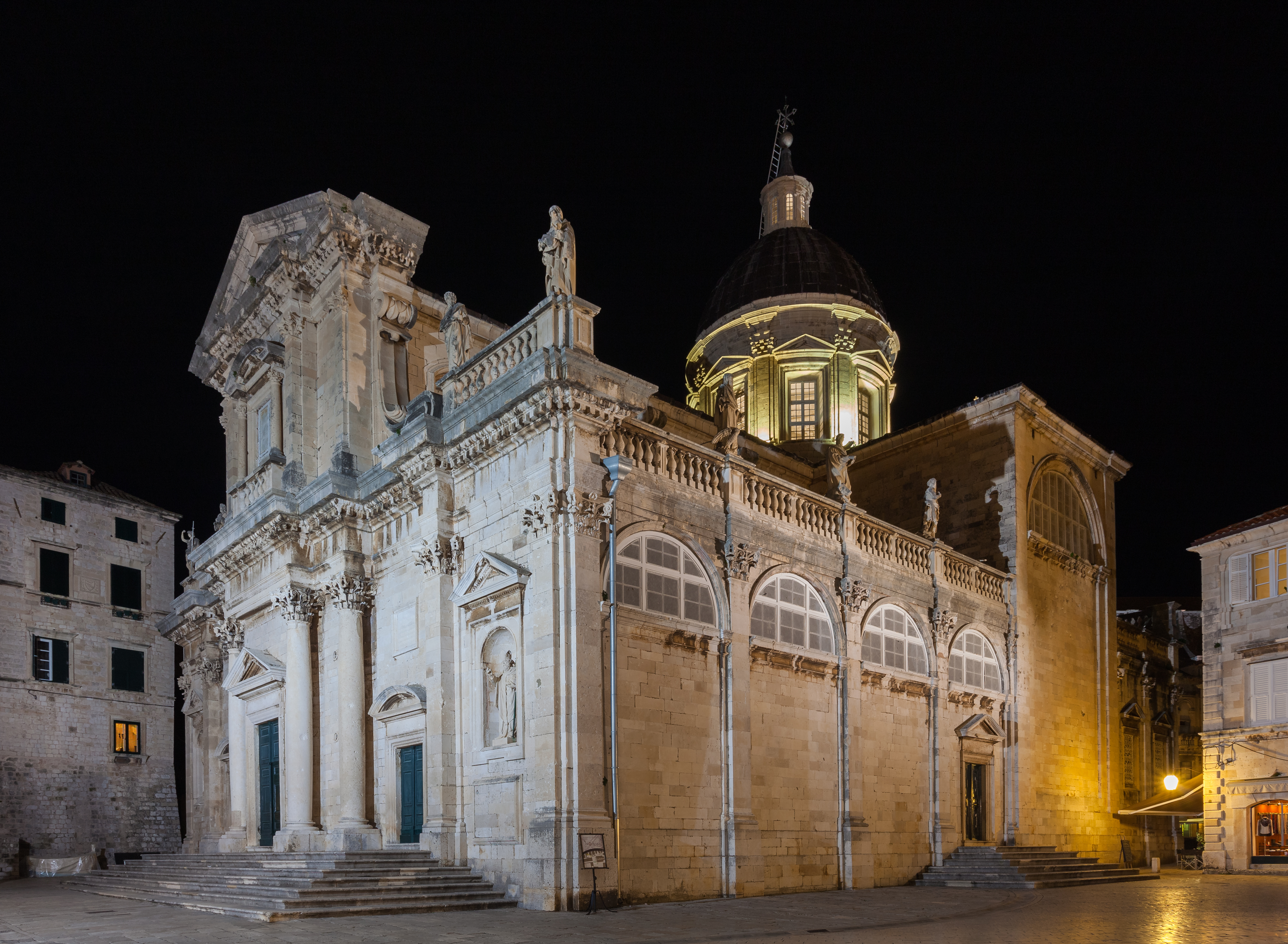
夜景
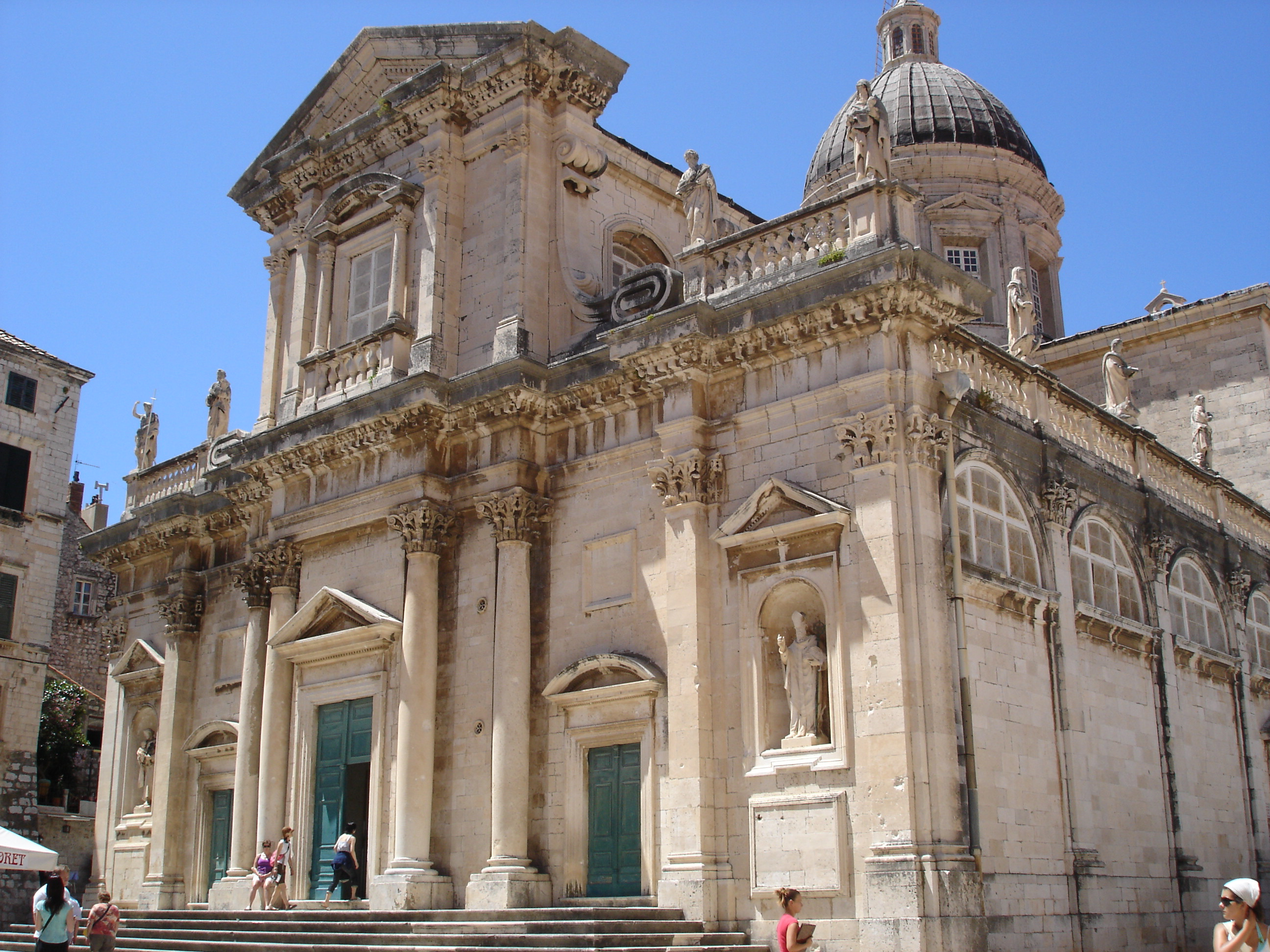
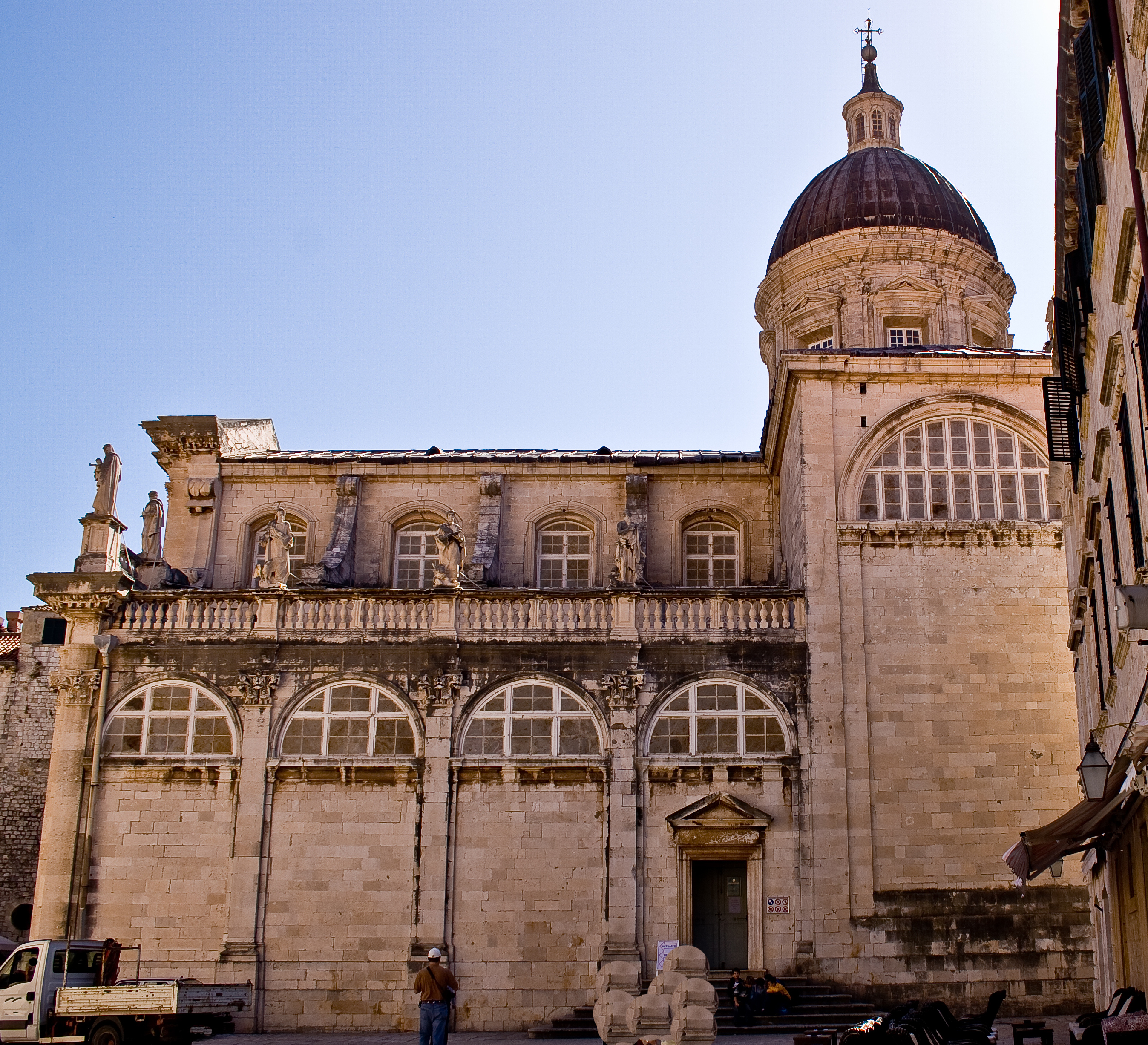
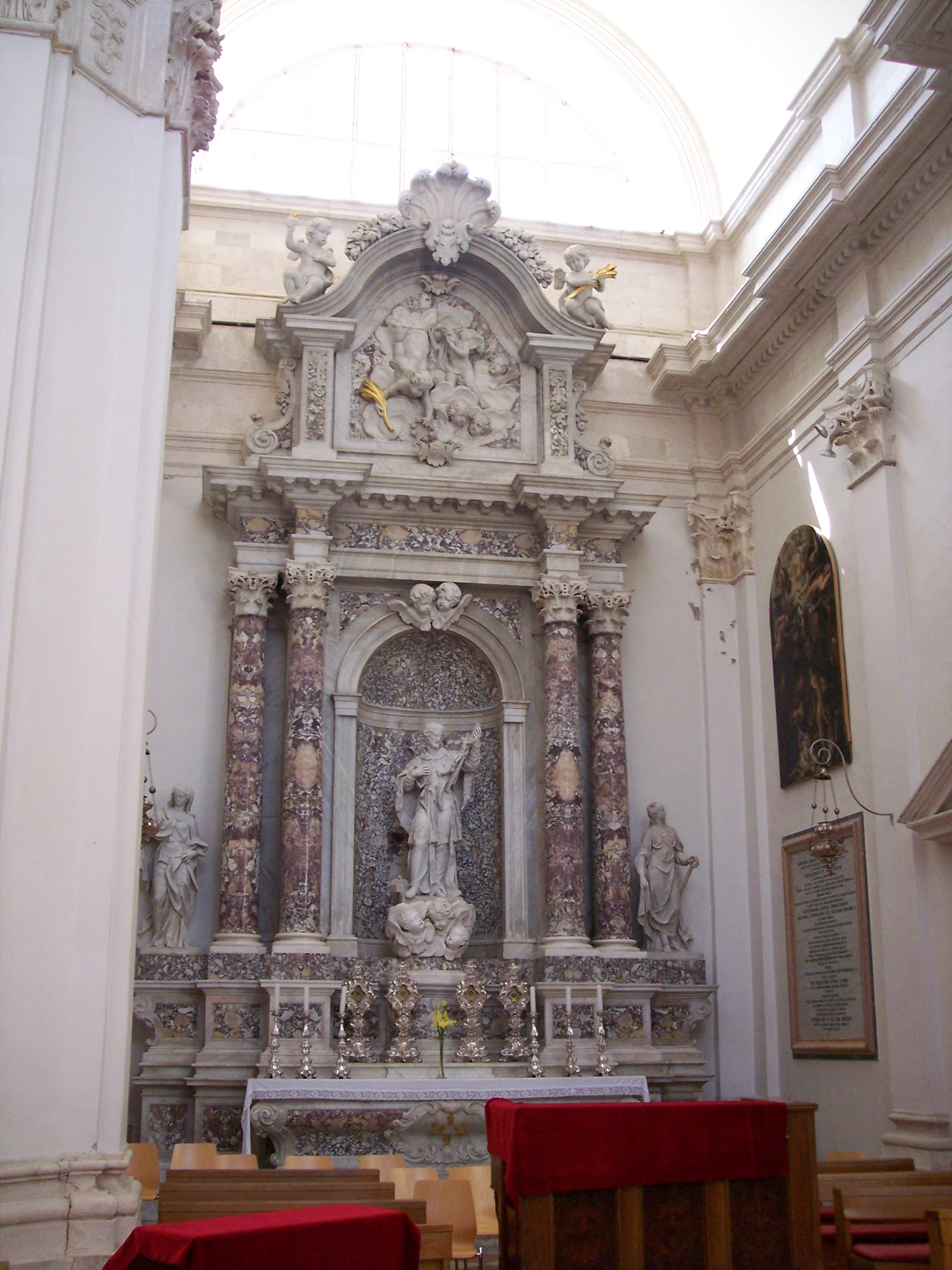